# 邵令方
邵令方（1922年7月16日—2009年4月12日），男，满族，辽宁建平人，中国胸外科专家，河南省肿瘤医院名誉院长，河南省政协原副主席，中国农工民主党中央委员会原常务委员，第七、八届全国政协委员。